# Sonsorol (eiland)

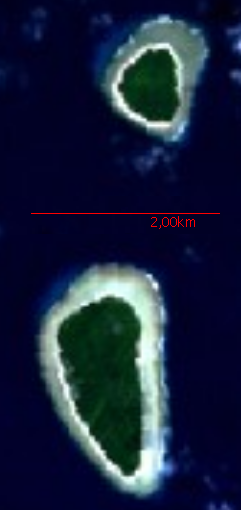
Sonsorol op satellietbeeld

Sonsorol is een eiland in Palau. Samen met Fana vormt het de Sonsoroleilanden, die met nog enkele andere eilanden de staat Sonsorol vormen. Deze staat ligt op zijn beurt samen met Hatohobei in de Zuidwesteilanden.
Op het eiland worden het Sonsorolees en het Engels gesproken. De hoofdstad van de staat, Dongosaro, ligt op Sonsorol. Het enige zoogdier dat er voorkomt is de vleerhond Pteropus mariannus.
Eilanden: Merir · Pulo Anna · Sonsoroleilanden (Fana · Sonsorol)

Plaatsen: Dongosaro · Melieli · Puro